# Abbaye d'Engelszell
Pour les articles homonymes, voir Engelszell.
L'abbaye d'Engelszell, en allemand Stift Engelszell, est une abbaye de moines cisterciens trappistes OCSO située à proximité du village d'Engelhartszell en Haute-Autriche. Fondée en 1295, elle est fermée en 1786. Relevée en 1925, elle était, jusqu'à sa fermeture annoncée en mai 2023, la seule abbaye trappiste d'Autriche.

## Histoire
L'abbaye fut fondée en 1293 par Bernhard de Pramsbach, évêque de Passau, et unie à l'ordre cistercien en 1295. En tant que maison-fille de l'abbaye de Wilhering, elle appartient à la filiation de l'abbaye de Morimond, une des quatre abbayes fondatrices de Ordre religieux. La communauté a été dissoute en 1786 par le roi Joseph II. En 1925, un groupe de moines cisterciens trappistes en provenance de l'abbaye Notre-Dame d'Oelenberg, y relèvent la tradition monastique et redonnèrent vie au monastère. Il est à nouveau érigé en abbaye en 1931.

## Église abbatiale

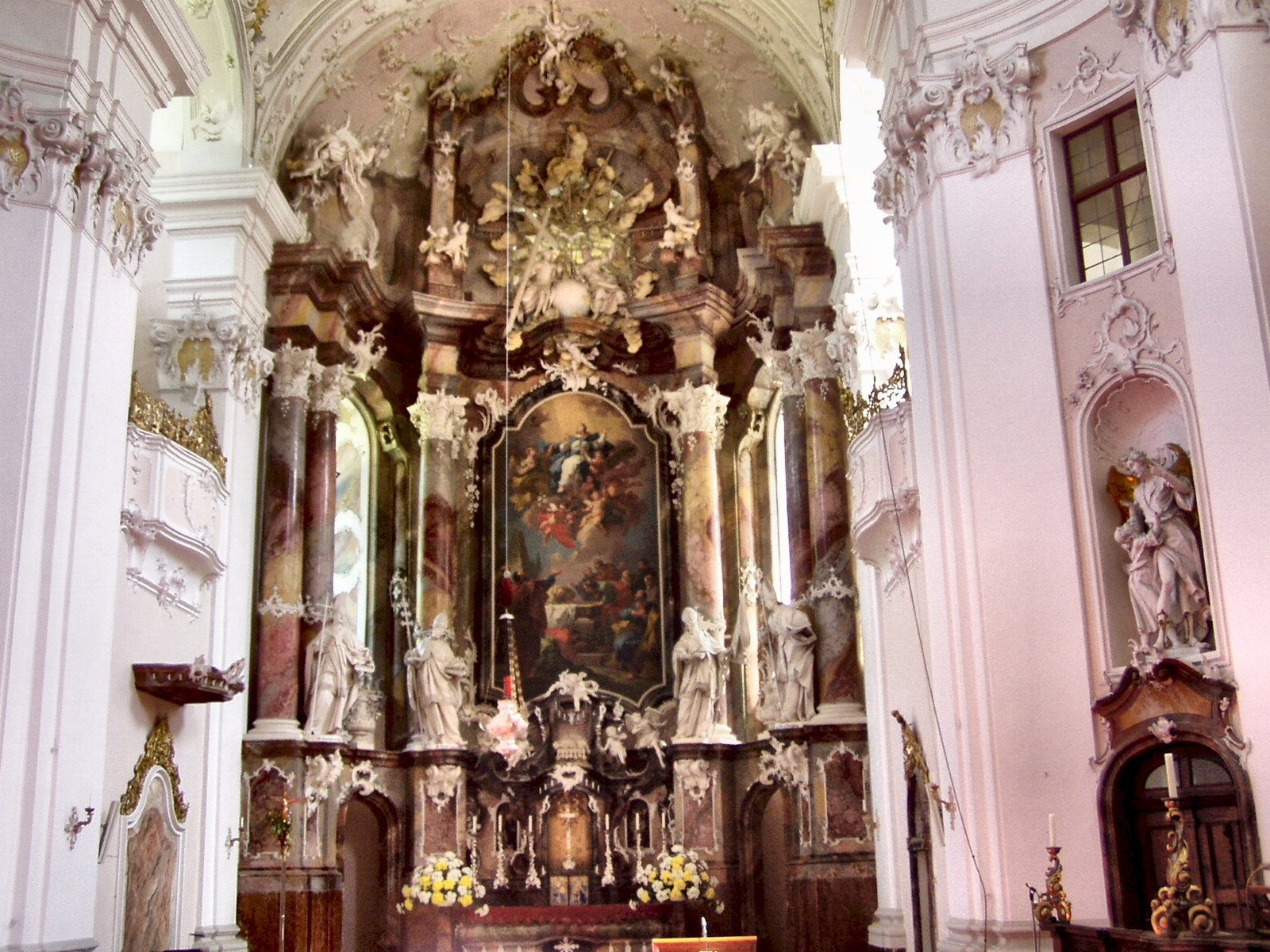
Maitre autel de l'église abbatiale.

L'église abbatiale (construite entre 1754 et 1764) est une église de style rococo. Elle est surmontée d'une tour de 76 mètres.

## Actuellement
Depuis 1995, l'abbaye est dirigée par Dom Marianus Hauseder et compte sept moines en 2012. L'abbaye est réputée pour la liqueur qui y est produite.
En mai 2023, l'abbaye d'Engelszell annonce sa prochaine dissolution, en concertation avec l'ordre des trappistes, du fait du départ des quatre derniers moines de l'abbaye.

## Supérieurs ecclésiastiques
- Gregorius Eisvogel, 1925–1950, prieur titulaire, puis abbé à partir de 1931
- Basile Sartorio, 1950–1951, supérieur intérimaire
- Bonaventure Diamant, 1951–1952, supérieur ad nutum
- Benno Stumpf, 1952–1966, supérieur ad nutum, puis abbé à partir de 1953
- Willibald Knoll, 1966–1983, abbé
- Klaus Jansen, 1982–1989, administrateur apostolique, puis abbé à partir de 1983
- Nivard Volkmer, 1989–1991, supérieur ad nutum
- Marianus Hauseder, depuis 1991, supérieur ad nutum, puis abbé depuis 1995

## Bière trappiste
- Le 15 octobre 2012, l'Association Internationale Trappiste annonce que les deux bières de l'abbaye d'Engelszell peuvent arborer le logo officiel Produit trappiste authentique (Authentic Trappist Product) [4].
- En mai 2023, l'abbaye d'Engelszell annonce sa prochaine dissolution, en concertation avec l'ordre des trappistes, du fait du départ des quatre derniers moines de l'abbaye[3].